# نجد الميحالة (المخادر)

تعديل مصدري - تعديل

نجد الميحالة محلة تابعة لقرية الحصن والخرابة، التابعة لعزلة بني سرحة بمديرية المخادر إحدى مديريات محافظة إب في الجمهورية اليمنية، بلغ تعداد سكانها 38 حسب تعداد اليمن لعام 2004.